# 内郷御厩町
内郷御厩町（うちごう みまやまち）は、福島県いわき市の大字である。郵便番号は973-8402。

## 地理
いわき市中央部の内郷地区に属する。北で内郷御台境町、東で内郷小島町、平成、南で平上荒川、南西で内郷綴町、西で内郷高坂町とそれぞれ隣接する。概ね町村制施行以前の磐前郡御厩村の流れを汲む地域である。二級水系夏井川水系新川右岸域の平野部と南東部に隣接する丘陵地を主な範囲とする。平野部を貫く福島県道20号いわき上三坂小野線（旧国道6号に沿い市街地が広がり、南西部は内郷高坂町、内郷綴町と併せ市内有数の医療施設が集中する地区ともなっている。内郷御厩町内に所在するいわき中央警察署及び内郷綴町に所在する内郷消防署がそれぞれ管轄にあたる。

### 主な字
字
複数の字を持つが、「字」の表記はされない。
- 久世原
- 川向
- 長町
- 前田

- 下能
- 番匠地
- 上宿
- 下宿

- 横根
- 大畑
- 清水
- 一丁目

- 二丁目
- 三丁目
- 四丁目

### 河川
- 新川（二級水系夏井川水系）

## 歴史
- 1879年1月27日 - 平藩領御厩村が福島県内における郡区町村制の施行により磐前郡の村となる[4]。
- 1889年4月1日 - 町村制の施行により御厩村が小島村、御台境村、高坂村、綴村、宮村、内町村、白水村と合併し、磐前郡内郷村が発足する。旧御厩村域は内郷村の大字となる[4]。
- 1896年4月1日 - 磐前郡と周辺郡との合併により石城郡が発足し、石城郡内郷村となる[4]。
- 1942年8月1日 - 内郷村が町制施行し、内郷町の大字となる[4]。
- 1954年7月10日 - 内郷町が市制施行し、内郷市の大字となる[4]。
- 1966年10月1日 - 内郷市が平市・磐城市・常磐市・勿来市、石城郡小川町・遠野町・四倉町・川前村・田人村・好間村・三和村、双葉郡久之浜町・大久村と合併しいわき市となり、いわき市内郷地区の大字となる[4]。

## 世帯数と人口
2023年10月31日現在の世帯数と人口は以下の通りである。
| 大字       | 世帯数   | 人口   |
| ---------- | -------- | ------ |
| 内郷御厩町 | 1599世帯 | 3131人 |

## 小・中学校の学区
市立小・中学校に通う場合、学区は以下の通りとなる。
| 番地 | 小学校               | 中学校                   |
| ---- | -------------------- | ------------------------ |
| 全域 | いわき市立御厩小学校 | いわき市立内郷第一中学校 |

## 交通

### 鉄道
- JR常磐線（北端部をかすめる）

### 道路
- 国道49号平バイパス
  - みまや徳姫跨道橋
  - 内郷高架橋
- 福島県道20号いわき上三坂小野線（旧国道6号）
- 一級市道内郷平線

## 施設
- いわき市立御厩小学校
- いわき市医療センター
- ヨークベニマル 内郷店
- 常交自動車学校